# Герб Ингерманландии
Герб Ингерманла́ндии — герб этнокультурного и исторического региона Ингерманландия, расположенного по берегам Невы, ограниченного Финским заливом, рекой Нарвой, Чудским озером на западе и Ладожским озером с прилегающими к нему равнинами на востоке.

## История герба
Впервые ингерманландский герб упоминается в 1581 году в хронике Лаврентиуса Петри как герб шведского Ивангородского герцогства. Поле этого герба было синего цвета, по диагонали его пересекали две зубчатые красные крепостные стены, а между ними серебряный поток. В верхнем поле герба находился золотой крест, который исчез в более поздних вариантах, а в нижнем поле — три ядра.
В дальнейшем при неизменных геральдических символах цветовая гамма герба неоднократно менялась.
При Карле XII герб приобретает современную гамму (на золотом поле изображён речной поток, по обеим сторонам которого расположены красные крепостные стены, ядра исчезают) и увенчивается короной.
В 1728 году под руководством генерала Христофора Миниха (генерал-губернатор Ингерманландии с 1728 по 1742 год) был разработан герб Ингерманландии, официально утверждённый в 1730: «две стены наискось, белые с зубцами, поле лазоревое». Этот герб в качестве полковой эмблемы размещался на амуниции (до 1775 г.) и знамёнах (до 1797 г.) Ингерманландских мушкетёрского и драгунского полков.
В период существования Республики Северная Ингрия возвращается жёлто-сине-красный вариант герба, нарисованный капитаном Э. И. Хаапакоски (фин. E. J. Haapakoski). На почтовых марках и нарукавных нашивках бойцов Северо-Ингерманландского полка использовался упрощённый вариант герба на пятиугольном щите.

Герб Ингерманландии известен с первой половины XVII века. Жёлтый цвет символизирует поля Ингерманландии, синяя полоса — Неву, красные зубцы — глину, из которой делали кирпичные стены пограничных крепостей. Первое изображение герба Ивангородского герцогства — предшественника нынешнего герба Ингерманландии — приводится в 1581 году в хронике Лаврентиуса Петри. Позднее к гербу прибавился крест, исчезнувший в XVII веке. В изображениях использовались разные цвета: стены изображались красным, золотым или серебряным цветом, поток также изображался разными цветами, из которых серебряный был наиболее естественным. Свой современный вид герб приобрёл в конце XVII века.

Современный вариант герба и его прорисовку определил известный финский геральдист Кари Калерви Лаурла (Kari Kalervi Laurla).

## Иллюстрации

Герб Ингерманландии начала XVII в.
Герб Ингерманландии 1660 г.
Герб Ингерманландии при Карле XII
Герб Ингерманландии XVIII в.
Герб Северной Ингрии 1919—1920 гг.